# Шћит
Шћит је насеље у општини Прозор-Рама смештено у северном делу Херцеговачко-неретванског кантона, на југу Босне и Херцеговине.
На Шћиту се налази фрањевачки самостан уз који се налази етнографски музеј.

## Становништво
Национална структура становништва 1991. године, била је следећа:
- Хрвати — 176
- Остали, неопредељени и непознато — 1
- Укупно: 177